# Federico Quercia
Federico Quercia (Marcianise, 21 febbraio 1824 – Napoli, 12 giugno 1899) è stato un filologo, letterato, critico letterario e teatrale, educatore, giornalista e scrittore italiano, patriota e figura di spicco del Risorgimento napoletano.
(Donato Musone, Salvatore Costanzo, Federico Quercia nello scenario storico-letterario del Risorgimento, 2003)

## Biografia

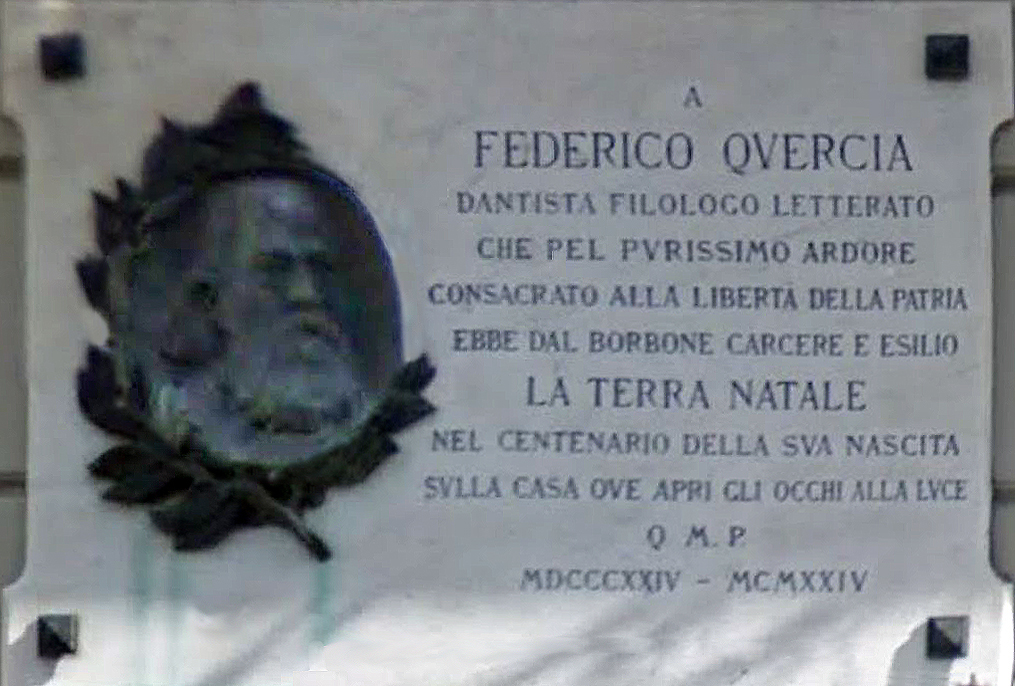
Marcianise. Lapide apposta all'esterno della casa natale di Federico Quercia nel centenario della nascita (Archivio documentale Quercia).

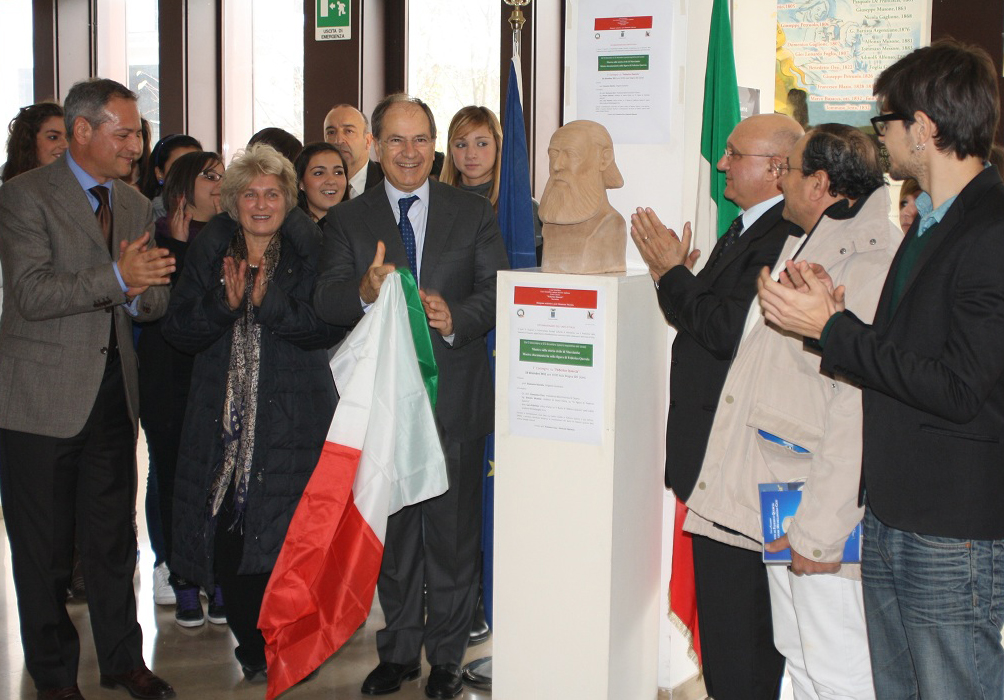
Marcianise, 2011. Inaugurazione del busto dedicato all'illustre letterato presso il Liceo Scientifico-Classico "Federico Quercia", alla presenza della pronipote Francesca Federica Quercia (Archivio documentale Quercia).

Nacque a Marcianise il 21 febbraio 1824 da Angelo Quercia, maggiore degli eserciti napoletano e napoleonico insignito della Legion d'onore, e da Angela Porta di Procida.
Nel 1843 si trasferì a Napoli per frequentare l'università, dove studiò lettere italiane alla scuola di Basilio Puoti e frequentò il corso di Pasquale Galluppi, la scuola di filosofia di Luigi Palmieri, il corso di letteratura latina di Antonio Mirabelli e il corso di diritto di Roberto Savarese. Ancora allievo, compose una grammatica italiana e, dopo la laurea in diritto e letteratura, conseguita nel 1846, pubblicò poesie e scritti di vario argomento, collaborando anche con il giornale napoletano “Il Nazionale” diretto da Silvio Spaventa, organo ufficiale del Partito liberale unitario.
Nel 1847 aprì a Napoli un corso privato di filosofia e letteratura. Nel 1848 si arruolò volontario nell'esercito del generale Guglielmo Pepe, cui Ferdinando II, re delle Due Sicilie, aveva affidato il comando del contingente inviato al Nord per la Prima guerra d'indipendenza. Quando il re decise di ritirare il corpo di spedizione, Quercia seguì Pepe alla difesa di Venezia. Ferito in combattimento, nel 1849 tornò a Napoli, dove fu incarcerato per 18 mesi dalla polizia borbonica a causa delle sue idee liberali. La stessa polizia chiuse la sua scuola e confiscò i suoi libri. Rimesso in libertà, visse da latitante dal dicembre 1856 al maggio 1857, trovando rifugio anche nell'abazia di Montecassino, dove fu ospite dell'abate Tosti, suo caro amico. Nel 1856, insieme con Carlo De Cesare, Vincenzo Padula e Pasquale Trisolini, fondò e diresse il periodico di area liberale Il Secolo XIX, che uscì solo per pochi mesi. Riprese a insegnare privatamente lettere italiane, filosofia e storia. Ma negli anni successivi fu nuovamente arrestato dalla polizia borbonica, che ancora una volta gli confiscò i libri (faticosamente ricomprati) e gli bruciò i manoscritti.
Nel 1859 fu colpito da decreto di esilio indefinito dal Regno delle Due Sicilie assieme a Enrico Pessina, Ruggiero Bonghi e Federico Persico. Si trasferì a Firenze, dove ritrovò numerosi altri rifugiati: Poerio, Settembrini, Spaventa, Ulloa, Dragonetti, Fonseca, Gemelli e De Blasiis. Con alcuni di loro collaborò al giornale “La Nazione”, diretto da Silvio Spaventa, e fu corrispondente del giornale “La Perseveranza” di Milano. In quegli anni conobbe Cavour ed altri uomini politici e fu presentato al re Vittorio Emanuele II.
Seguì come cronista la spedizione dei Mille, nel corso della quale fu latore di ambasciate segrete del re Vittorio Emanuele II a Garibaldi. Tornato a Napoli dopo l'unità d'Italia, collaborò con il direttore Ruggero Bonghi al giornale “Il Nazionale”, insieme a Francesco De Sanctis e Pasquale Villari. 
Nel 1861 fu nominato “professore pareggiato” presso l'Università di Napoli. Dal 1861 al 1866 insegnò letteratura italiana all'università di Napoli e fu direttore e insegnante presso il Liceo di via Nilo, che egli stesso fondò. 
Tra il 1861 e il 1866 scrisse su “La Patria” (organo del partito moderato, del quale fu anche direttore per qualche anno a partire dal febbraio 1863), “Il Nomade”, “Diorama” (diretto da Antonio Capecelatro), “Omnibus”, "La Ghirlanda", "L'Iride", "L'Epoca", "La Sirena" e su due importanti riviste letterarie dell'epoca: “Il Museo” e “Il Giambattista Vico”. 
Nel 1864 fu eletto Presidente del Primo congresso musicale italiano, che si svolse a Napoli, e pubblicò un discorso sulla proprietà delle produzioni musicali.
Nel 1866 fu nominato Preside del Liceo di Capua. Nel 1867, in un opuscolo dal titolo "L'attuale quistione", pubblicò il suo pensiero in merito ai rapporti tra Stato e Chiesa, in seguito alla caduta del governo Ricasoli e allo scioglimento della Camera, scontratisi sulla cosiddette Legge sull'Asse ecclesiastico (i beni economici della Chiesa cattolica). 
Scrisse in quell'occasione Quercia con una certa preveggenza: "La mia opinione è poca cosa, ma schietta. La divulgo, perché si sappia ciò che io ne pensi, e perché siamo pervenuti in tempi siffatti che ogni cittadino dovrebbe andar per via portando scritto in fronte i suoi pensamenti politici. Così altri alle spalle potrebbe ridersene o rallegrarsene, ma almanco con una qualche apparenza di ragione".
Il pensiero del Quercia riafferma la teoria cavouriana della "libera Chiesa in libero Stato" auspicando che nel nuovo parlamento potesse prevalere non la contrapposizione, ma la volontà di ricercare una "conciliazione" onorevole fra Stato e Chiesa. "I deputati che al presente han da inviarsi al Parlamento (...) non già nella bassa regione degli odi umani e degli umani interessi, ma nell'alta regione del bene della Patria comune e della civiltà debbono essi contemplar con la forza dell'intelletto in che modo si ha da intrecciare la libertà dello Stato a quella della Chiesa, acciocché i due istituti più vigorosi che abbia la società possano di conserva svolgersi e non molestarsi ed incontrarsi nel loro cammino. Han da sciogliere la non meno imbrogliata vertenza della conversione dell'Asse Ecclesiastico, col duplice intento di rifornire le nostre finanze e por fine a quella corrività alle tasse che non salva lo stato ed impoverisce le nostre popolazioni".
Nel 1867 Federico Quercia fu nominato Provveditore agli studi della Provincia di Terra di Lavoro (Caserta). Tre anni dopo, il 20 ottobre 1870, alla non più giovane età di 46 anni, sposò Filomena Barbera, nativa di Capua, insegnante e direttrice delle scuole elementari di Marcianise. Con lei si stabilì a Marcianise, in Via Duomo, e da lei negli anni successivi ebbe otto figli.
Nell'aprile 1875 Quercia fu il primo Provveditore agli studi di Benevento, veste nella quale, riscontrando lo stato degradato in cui versava l'istruzione in ambito provinciale, introdusse per la prima volta l'obbligo per gli insegnanti di frequentare corsi di aggiornamento. Ma nel 1876 alla Destra storica di Marco Minghetti, nella quale Quercia si riconosceva, si sostituì al governo la Sinistra storica di Agostino Depretis. Due anni dopo moriva Vittorio Emanuele II. In seguito al profondo cambiamento del quadro politico, Quercia, sempre in veste di Provveditore agli studi, fu trasferito prima a Chieti e poi a Foggia. Quando gli fu prospettato un nuovo trasferimento, si sollevarono a suo favore in Parlamento le voci autorevoli di Augusto Pierantoni e Pasquale Stanislao Mancini. Ma, dopo l'incarico di Provveditore agli studi di Foggia, il ruolo di Quercia fu ridimensionato. 
Negli anni successivi fu preside del Liceo "Pier delle Vigne" di Capua, professore di storia presso la Scuola Normale Femminile di Capua e rettore del Reale Liceo Ginnasio e del convitto "Tommaso Campanella" di Reggio Calabria. Finché nel 1897, quando aveva ormai 73 anni, il Ministro della pubblica istruzione decise d'autorità di collocarlo a riposo. La nomina a Commendatore dell'Ordine della Corona d'Italia, conferitagli lo stesso anno, non lo ripagò della diminutio incolpevolmente subita. Dopo qualche tempo, versando in condizioni economiche disagiate, riuscì a farsi assumere come "impiegato straordinario" presso la Biblioteca Nazionale di Napoli, con mansioni di bibliotecario e un compenso annuo di 1.100 lire dell'epoca (circa 4.900 euro di oggi). 
Dopo avere dato tanto alla patria, alla letteratura e all'educazione degli italiani, Federico Quercia morì in condizioni economiche precarie il 12 giugno 1899 a Napoli, nella sua abitazione di Piazza Mario Pagano 32. Fu sepolto nel cimitero di Poggioreale e le spese delle esequie furono pagate dal Prefetto di Napoli Giannetto Cavasola, che aveva conosciuto e apprezzato Quercia nella veste di Provveditore agli studi a Foggia. 
Alla memoria di Federico Quercia è dedicata una lapide apposta nel centenario della nascita all'esterno della casa natale di Marcianise. All'illustre letterato e patriota sono stati inoltre intitolati nel 1972 il Liceo scientifico-classico "Federico Quercia" di Marcianise e una via cittadina. Il 16 luglio 2011 la figura di Federico Quercia è stata rievocata, insieme a quelle di altri sei eroi risorgimentali della Provincia di Caserta, nel corso della riunione straordinaria del Consiglio Provinciale per la celebrazione dei 150 anni della Provincia.

## Opere

### Romanzi, dediche, relazioni, saggi
- 20 settembre 1870, Tip. S. Marino, 12 pp., Caserta, 1895.
- Idillio, Pubblicazione\S. l.: s. n., 10 pp., 1853.
- L'attuale quistione, G. Nobile e C., 28 pp., Caserta, 1867.
- Canti tre, Stab. tip. del comm. G. Nobile e C., Caserta, 18 pp., 1867.
- Luigi e Giulia, Racconto de' nostri tempi, Vol. 3, Stamperia del Nazionale, Napoli, 1861.
- Della storia della letteratura italiana compilata da Cesare Cantù: Giudizi e considerazioni, Edizione 2. impressione riveduta e corretta, 31 p.,  De Angelis, Napoli, 1865.
- In morte di Vittorio Emanuele secondo, Primo Re d'Italia, 24 p., pei tipi di Luigi De Martini, Benevento, 1878. https://catalog.hathitrust.org/Record/007860395
- Relazione del professore Federico Quercia: sul tema 1. per la sezione degli studii primarii, Ed. Giannini, Napoli, 1871.
- L' apoteosi del Re Vittorio Emanuele: versi di Federico Quercia scritti appositamente per l'artista cav. Dominici Enrico Pubblicazione	\S. l. : s. n.,  7 p., dopo il 1830.
- Al real principe Umberto per le nozze con la real principessa Margherita: Canto, 7 p., Stab. tip. del comm. G. Nobile, Napoli, 1868.
- Del primato che gl' italiani hanno nelle lettere, Discorso letto all'apertura del Corso di Letteratura in una sala dell'ex-Collegio del Salvatore, annesso all'Università degli Studii, il giorno 5 febbraio.
- Della efficacia della pubblica istruzione: parole d'inaugurazione alla riapertura del liceo ginnasiale e delle scuole tecniche di Capua, Stab. tip. del comm. G. Nobile e C., 8 p., Caserta, dopo il 1860.
- Del modo onde dev'essere considerata la storia della letteratura italiana, prelezione al corso pareggiato di letteratura italiana nella regia università di Napoli,30 p., tip. eredi Botta, Torino, 1865.
- Per la festa letteraria e per l'inaugurazione della biblioteca municipale, parole lette nel ginnasio di Caserta il dì 6 giugno 1869, 14 p., Stab. Tip. G. Nobile, Caserta, 1869.
- A Raffaele Cuccari nei funerali solenni a lui fatti celebrare dalla Deputazione provinciale di Terra di Lavoro, Tip. Nobile e C., Caserta, 1872.

### Libretti di opere
- Stradella: tragedia lirica da rappresentarsi nel R. Teatro Carolino per quinta opera dell'anno teatrale 1854-55, Musica del signor Vincenzo Moscuzza, Poesia del signor Federico Quercia, Palermo Stabilimento Tipografico di Francesco Lao, 1855.
- Sinfonia Stradella,  Vincenzo Moscuzza compositore, Presentazione partitura, musica manoscritta, Napoli,  1850 circa.[oai:www.internetculturale.sbn.it/Teca:20:NT0000:IT\\ICCU\\MSM\\0149155]
- Pergolesi, Melodramma semiserio in tre atti, Musica di Paolo Serrao, da rappresentarsi nel Real Teatro del Fondo nell'estate del 1857, Napoli, Tipografia Flautina, 1857. https://books.google.it/books?id=FyXyj9zWqqEC&printsec=frontcover&hl=de&source=gbs_ge_summary_r&cad=0#v=onepage&q&f=false
- Romanza per Baritono, Compositore Tommaso Benvenuti,  Pubblicazione partitura.
- Christus natus est nobis,  Copista Quercia Federico. Presentazione partitura.
- Ladislao re di Napoli, tragedia lirica in tre atti da rappresentarsi nel Regio Teatro Pagliano l'autunno 1863, posta in musica dal maestro cav. B. Pisani, Pubblicazione Firenze, Tipografia di P. Fioretti, 1863. https://www.loc.gov/resource/musschatz.11306.0?st=gallery
- Leonilda: dramma lirico in tre atti : da rappresentarsi al Teatro S. Ferdinando nel marzo 1854, musica di Michele Ruta, Pubblicazione	stab. tip. di Gaetano Gioja, Napoli, 1854.